# Glen Raven (azienda)
Glen Raven è un'azienda di produzione e commercializzazione di tessuti. La società ha sede a Glen Raven, nel North Carolina e diretta da Leib Oehmig, che ha preso il posto dopo Allen Erwin Gant, Jr., nipote di John Quintin Gant. Glen Raven opera negli Stati Uniti, in Francia e in Cina.
La società iniziò a produrre tessuti per tende da sole in cotone nel 1908 e a sviluppare collant nel 1953. Panti-Tights e Panti-Legs sono stati introdotti da Allen Grant sr come collant da donna nel 1959, utilizzando il nylon. Nel 1965, Glen Raven sviluppò un collant senza cuciture che divenne popolare grazie all'introduzione della minigonna. Glen Raven uscì dall'industria della maglieria nel 1996.
La società era anche nota per la fabbricazione di tessuti usati nelle tende per la prima guerra mondiale e per la fabbricazione di teli per tende, sacchi di alimentazione e paracadute per la seconda guerra mondiale.
Glen Raven sostiene di aver fabbricato il tessuto utilizzato per realizzare la prima bandiera americana che è stata piantata sulla luna nel loro stabilimento di tessitura a Burnsville, nel Nord Carolina. Non esiste una documentazione chiara su dove è stata acquistata la bandiera o chi ha fabbricato il tessuto, e rimane ancora un mistero oggi.